# Bezzia separata
Bezzia separata är en tvåvingeart som beskrevs av Jean-Jacques Kieffer 1916. Bezzia separata ingår i släktet Bezzia och familjen svidknott.
Artens utbredningsområde är Taiwan. Inga underarter finns listade i Catalogue of Life.